# 현상붙은 사나이
현상붙은 사나이는 한국에서 제작된 김묵 감독의 1961년 영화이다. 황해 등이 주연으로 출연하였고 최관두 등이 제작에 참여하였다.

## 출연

### 주연
- 황해
- 엄앵란
- 남춘역

## 제작진
- 조명: 박응선
- 미술: 원제래